# تیم چوگان میکی
تیم چوگان میکی (به انگلیسی: Mickey's Polo Team) یک انیمیشن کوتاه به کارگردانی دیوید هند محصول سال ۱٩٣۶ میلادی در والت دیزنی میباشد و توسط یونایتد آرتیستس منتشر شد. 
در این انیمیشن، بسیاری ستارگان سینما از جمله چارلی چاپلین ، استن لورل و الیور هاردی به صورت کارتونی نقش آفرینی میکنند.

## لیست افراد مشهور به صورت کارتونی
در جزئیات شخصیت ها عبارتند از:
- داور: جک هولت

## تیم "میکی ماوسر
- میکی ماوس
- گوفی
- گرگ بزرگ بدجنس
- دانلد داک ، سوار یک خر است.

تیم "فیلم ستاره":
- استن لورل
- الیور هاردی
- هارپو مارکس ، سوار شترمرغ
- چارلی چاپلین

تماشاگران:
- شرلی تمپل ، با سه خوک کوچک نشسته است
- چارلز لوتون در لباس هنری هشتم
- ادی کانتور
- دبلیو. سی. فیلدز
- هارولد لوید
- گرتا گاربو در حال تکان دادن یک پوم پون
- ادنا می الیور ، نشسته در کنار "مکس خرگوشه"، خرگوشِ داستان لاکپشت و خرگوش
- کلارک گیبل ، در کنار کلاربل نشسته است.
- پلوتو
- فیو پیک
- دو خرگوش عید پاک، از خرگوش کوچک بامزه
- مرغ کوچک عاقل ، از مرغ کوچک عاقل
- ماوس پرواز و مادرش، از پرواز موش
- پیتر و پولی پنگوئن، از پنگوئن های عجیب و غریب
- شاه میداس و گلدی الف ، از لمس طلایی
- اَمبروز گربه و بیل کثیف، از بچه گربه دزد
- خروس رابین و جنی ون، از چه کسی کاک رابین را کشت؟